# Patrycja Markowska (album)
Patrycja Markowska – piąty album studyjny pop-rockowej polskiej piosenkarki Patrycji Markowskiej. Został wydany 26 października 2010 roku.
Płyta została wydana w dwóch wersjach: w zwykłej i w specjalnej. W wersji specjalnej znalazły się dodatkowe utwory: „Moja kolęda”, „Chodź, pomaluj mój świat”, „Modlitwa” oraz płyta DVD zawierająca: „W hotelowych korytarzach” - film, „Księżycowy”- teledysk i „Księżycowy”- making of.
Album zadebiutował na 9. miejscu notowania OLiS. Singel „Księżycowy” dotarł do 3. miejsca listy Polish Airplay Chart. Pod koniec 2011 roku album osiągnął status platynowej płyty.
W listopadzie ukazała się reedycja płyty promowana singlami „Tylko mnie nie strasz” i „W hotelowych korytarzach”. Do obu utworów nakręcono teledyski.

## Lista utworów
Opracowano na podstawie materiału źródłowego.
Wersja standardowa
1. „Hallo, hallo” – 3:40
2. „Lew story” – 2:53
3. „Księżycowy” – 3:30
4. „Stoisz u drzwi” – 3:09
5. „Forfifi” – 3:31
6. „Ostatni” – 3:51
7. „Czarno-biały film” – 3:25
8. „Uwolnieni” – 3:06
9. „W kamiennej dżungli blues” – 5:31
10. „W hotelowych korytarzach” – 4:41

Utwory dodatkowe
1. „Moja kolęda” – 3:08
2. „Chodź, pomaluj mój świat” – 2:32
3. „Modlitwa” – 6:02

DVD
1. „W hotelowych korytarzach” – film
2. „Księżycowy” – teledysk
3. „Księżycowy” – making of

| Reedycja |
| --- |
| 1. „Hallo, Hallo” 2. „Lew Story” 3. „Księżycowy” 4. „Stoisz u drzwi” 5. „Forfifi” 6. „Ostatni” 7. „Czarno-biały film” 8. „Uwolnieni” 9. „W kamiennej dżungli blues” 10. „W hotelowych korytarzach” Utwory dodatkowe 1. „Tylko mnie nie strasz” – 3:22 2. „Tylko mnie nie strasz” (remix) 3. „Chodź pomaluj mój świat” 4. „Moja kolęda” 5. „Opanuj się” - (LIVE) 6. „Trzeba żyć” (duet z Grzegorzem Markowskim - LIVE) 7. „Na skrzydłach” – 3:08 8. „Modlitwa” |

## Pozycja na liście sprzedaży
| Kraj   | Lista sprzedaży (2010)    | Najwyższa pozycja | Certyfikat      | Sprzedaż |
| ------ | ------------------------- | ----------------- | --------------- | -------- |
| Polska | Oficjalna Lista Sprzedaży | 9                 | platynowa płyta | 30 000+  |